# Julie Vermeire
Julie Vermeire (Bonheiden, 8 mei 1998) is een Vlaams tv-figuur en mediapersoonlijkheid.

## Biografie
Ze won in 2019 het tv-programma Dancing with the Stars. In de finale kreeg ze van de kijkers de meeste punten.

## Filmografie
In de film F.C. De Kampioenen 3: Forever was ze als figurant te zien. In de vervolgfilm F.C. De Kampioenen 4: Viva Boma speelde ze een tekstloze bijrol als Pussycat-girl. Vanaf 2021 heeft ze een hoofdrol als June in de Play 4-reeks De Redders. In 2023 deed ze mee aan het programma Een echte job op VTM.

## Radio
In 2020 was ze drie maanden presentatrice op radiozender NRJ.

## Privé
Vermeire is de dochter van komiek Jacques Vermeire en Eva Pauwels. Ze heeft een relatie met collega acteur Laurins Dursin die Noah speelt in De Redders.